# شهرستان بلین (نبراسکا)
شهرستان بلین، نبراسکا (به انگلیسی: Blaine County, Nebraska) یک سکونتگاه مسکونی در ایالات متحده آمریکا است که در نبراسکا واقع شده‌است.

## خصوصیات
شهرستان بلین ۱٬۸۴۹٫۲۶ کیلومترمربع مساحت دارد.